# 圣额我略堂 (威尼斯)

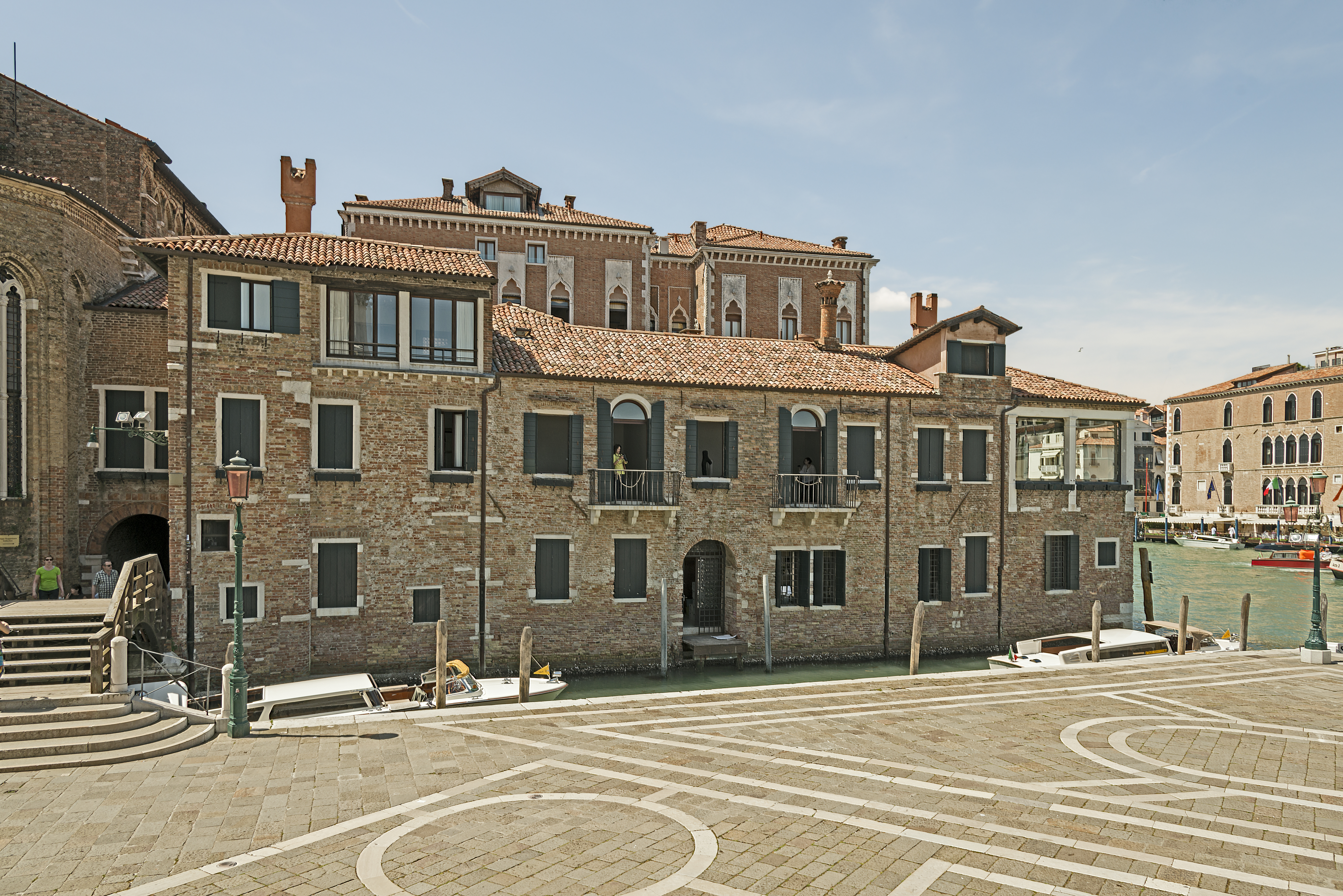

圣额我略堂（San Gregorio）是意大利威尼斯一座前教堂, 位于多尔索杜罗区，靠近安康圣母圣殿，在 Palazzo Genovese后面。
它创建于公元9世纪，13世纪成为一个本笃会修道院。在15世纪中叶，由安东尼奥·达·克雷莫纳重新设计，形成目前的面貌。哥特式的外观，有尖顶拱门，和拉长的直棂窗。
经过长期危机之后，修道院于1775年关闭。拿破仑占领意大利之后，于1807年，堂区教堂也被关闭，改为 mint 实验室，后来是一个艺术修复中心。它现在已经关闭，并且未被使用。 